# Abbaye Saint-André de Bruges
Pour les articles homonymes, voir Abbaye Saint-André.
L'abbaye Saint-André de Bruges est un monastère de moines bénédictins fondé à Bruges sous la forme d'un prieuré, dans le quartier Saint-André (en néerlandais : Sint-Andries), en 1100, par Robert II de Flandre. En 1185, le prieuré est élevé au rang d'abbaye, laquelle devient indépendante de son abbaye-mère, l'abbaye d'Affligem, en 1188.
L'abbaye fit face à des difficultés durant l'occupation allemande de la seconde moitié du XVe siècle. Elle subit par ailleurs des dommages importants causés par les Gueux au XVIe siècle. Supprimée lors de la Révolution française, elle fut reconstruit à peu de distance à la fin du XIXe siècle, et la vie monastique fut relevée par des moines venus de l'abbaye de Maredsous.
Cette nouvelle communauté est missionnaire : travail d'évangélisation dans la région du Katanga, au Congo belge, formation d'un vicaire apostolique comme évêque pour l'archidiocèse de Lubumbashi. Des fondations également au Brésil, en Chine, en Inde et ailleurs.
Ce nouveau monastère, situé dans la section Saint-André, à la frontière avec Lophem, au sud de la ville de Bruges, est connu sous le nom d'abbaye Saint-André de Zevenkerken et fait partie de la congrégation de l'Annonciation. C'est un centre important de la vie liturgique, possédant une riche bibliothèque, une hôtellerie, un collège secondaire renommé et une église.

## Histoire

### Ancienne abbaye

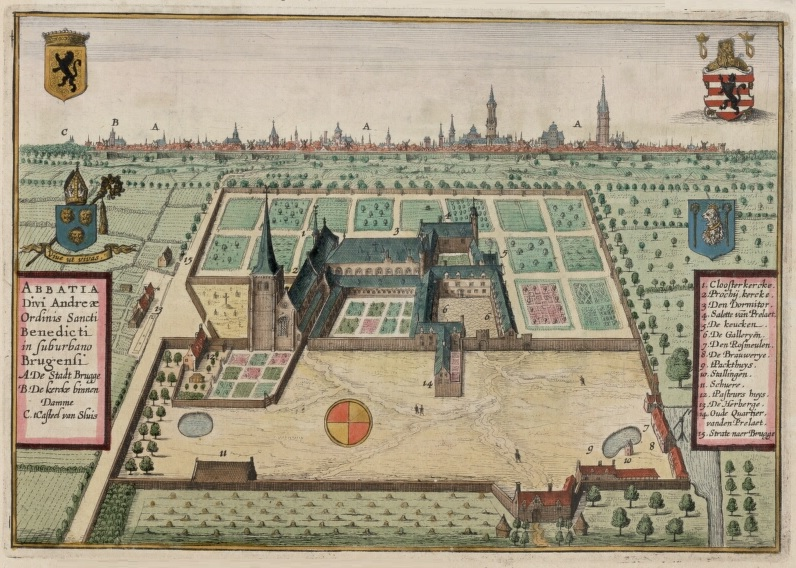
L'ancienne abbaye en 1641

La charte de fondation du prieuré est signée le 22 février 1100 et le comte Robert II de Flandre la ratifie en juin de la même année. Il est décidé de le construire sur le site de l'actuelle église Saint-André-et-Sainte-Anne. Les premiers moines arrivent le 17 août 1117. En 1185, le prieuré est élevé au rang d'abbaye, et en 1188, l'abbaye devient indépendante de son abbaye-mère d'Affligem. Une période de prospérité commence. Elle dure jusqu'au XIVe siècle et voit l'acquisition de nombreuses terres. En 1240, après une longue querelle entre l'abbé et le curé de la paroisse locale, un mur est édifié dans l'église pour la diviser en deux.
L'abbaye fut sévèrement endommagée durant la seconde moitié du XVe siècle pendant l'occupation allemande.[réf. nécessaire]
En 1521, l'Empereur Charles Quint et son frère Ferdinand vinrent dans cette abbaye et assistèrent à l'office de vêpres. Au XVIe siècle encore, l'abbaye fut grandement endommagée par les Gueux et les moines durent fuir. Elle fut reconstruite au XVIIe siècle, mais les guerres constantes et sa situation en dehors des murs d'enceinte de la ville de Bruges l'exposèrent à de nouveaux dommages.
Supprimée lors de l'occupation française qui suivit la Révolution, elle fut bientôt démantelée, ses biens vendus et les bâtiments démolis.

### Restauration auXIXesiècle
Pour relever la vie monastique à Bruges une nouvelle abbaye est construite en 1899-1900 au sud de la ville de Bruges, à la frontière entre Saint-André et Lophem sur lequel le domaine dépasse légèrement (cette frontière est modifiée en 1924 pour que le gros de l'abbaye soit sur Saint-André) et un groupe de moines bénédictins, venus de l'abbaye de Maredsous, y restaure la vie monastique selon la Règle de Saint-Benoît. Dom Gérard van Caloen est le fondateur de cette nouvelle abbaye, le prieur de ses moines. Inaugurée en 1902, l'abbaye connait une remarquable expansion entre 1912 et 1963, particulièrement sous l'abbatiat de Théodore Nève. Elle accueillera entre autres Lou Tseng-Tsiang, en religion Dom Pierre-Célestin Lou, ancien Premier ministre de Chine converti au catholicisme. Un collège-internat est ouvert en 1910. 
La communauté monastique est missionnaire. Au début du XXe siècle elle accepte la responsabilité du travail d'évangélisation dans la région du Katanga, au Congo belge. Les premiers vicaire apostolique et évêque d'Élisabethville (plus tard 'Lubumbashi') viennent de Saint-André. Des fondations sont faites également au Brésil, en Chine, en Inde (le monastère d'Asirvanam, à Bangalore) et ailleurs. Plusieurs revues spécialisées y sont publiées dont une qui fit autorité dans le domaine des arts et de l'architecture d'Église.
Le 27 mai 1940, 37 étendards et divers emblèmes de l'armée belge sont cachés dans l'abbaye pour toute la durée de la guerre. En 1942, le nord de la commune de Lophem est annexé dans Bruges, en échange du Sud de la commune de Saint-André. L'abbaye se retrouve alors sur le entièrement territoire de Lophem. Mais elle retourne à Saint-André lors de la fin de la guerre. En 1971, Lophem doit céder le nord de la commune à nouveau mais cette fois-ci il n'y a pas de compensation.
En 1967, un groupe de moines de Saint-André fonde le monastère de Clerlande, près de Louvain-la-Neuve, dans le Brabant wallon.

## Aujourd'hui
De l'abbaye primitive, il subsiste, à Saint-André, aux portes de Bruges, une tour et quelques vestiges incorporés dans l'église paroissiale actuelle, réédifiée en 1869.
L'abbaye de Saint-André (ou de Zevenkerken) est un centre important de vie liturgique et missionnaire. Elle possède une riche bibliothèque, une hôtellerie, un collège et une église. 

### Internat
L'école abbatiale de Zevenkerken, fondée en 1910, fait partie de l'abbaye Saint-André. L'internat a notamment accueilli le prince Philippe pendant ses trois dernières années de scolarité secondaire.

### Église
Érigée en 1935, promue au rang de basilique mineure en 1954, cette église combine différents styles parmi les principaux ayant été honorés, au cours des siècles, par les architectes de la chrétienté. Par ses références à Rome, à Byzance, au Poitou et à d'autres "écoles" dont la Moscovite, elle symbolise concrètement la continuité et l'universalité du Catholicisme.

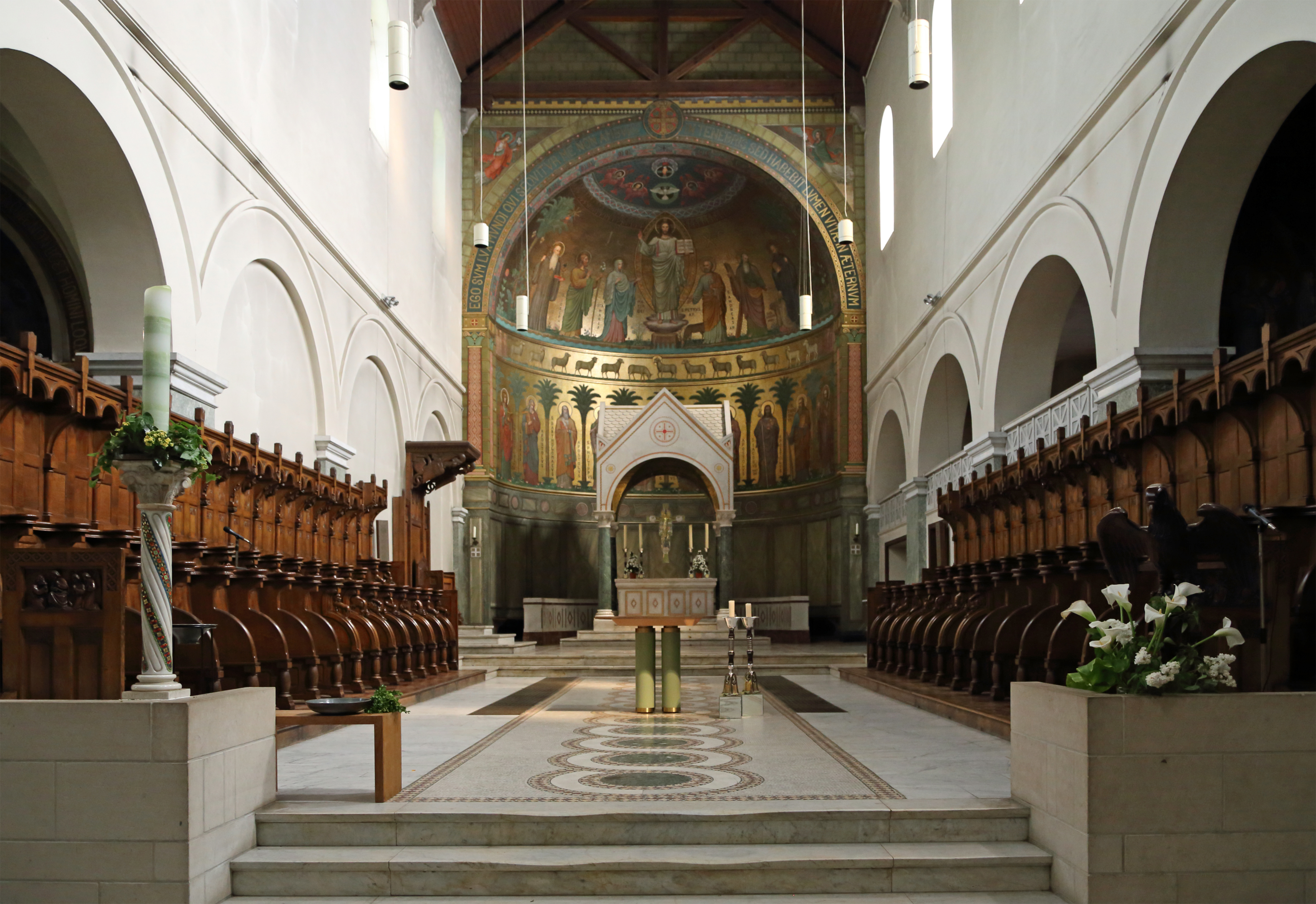
Chœur et sanctuaire
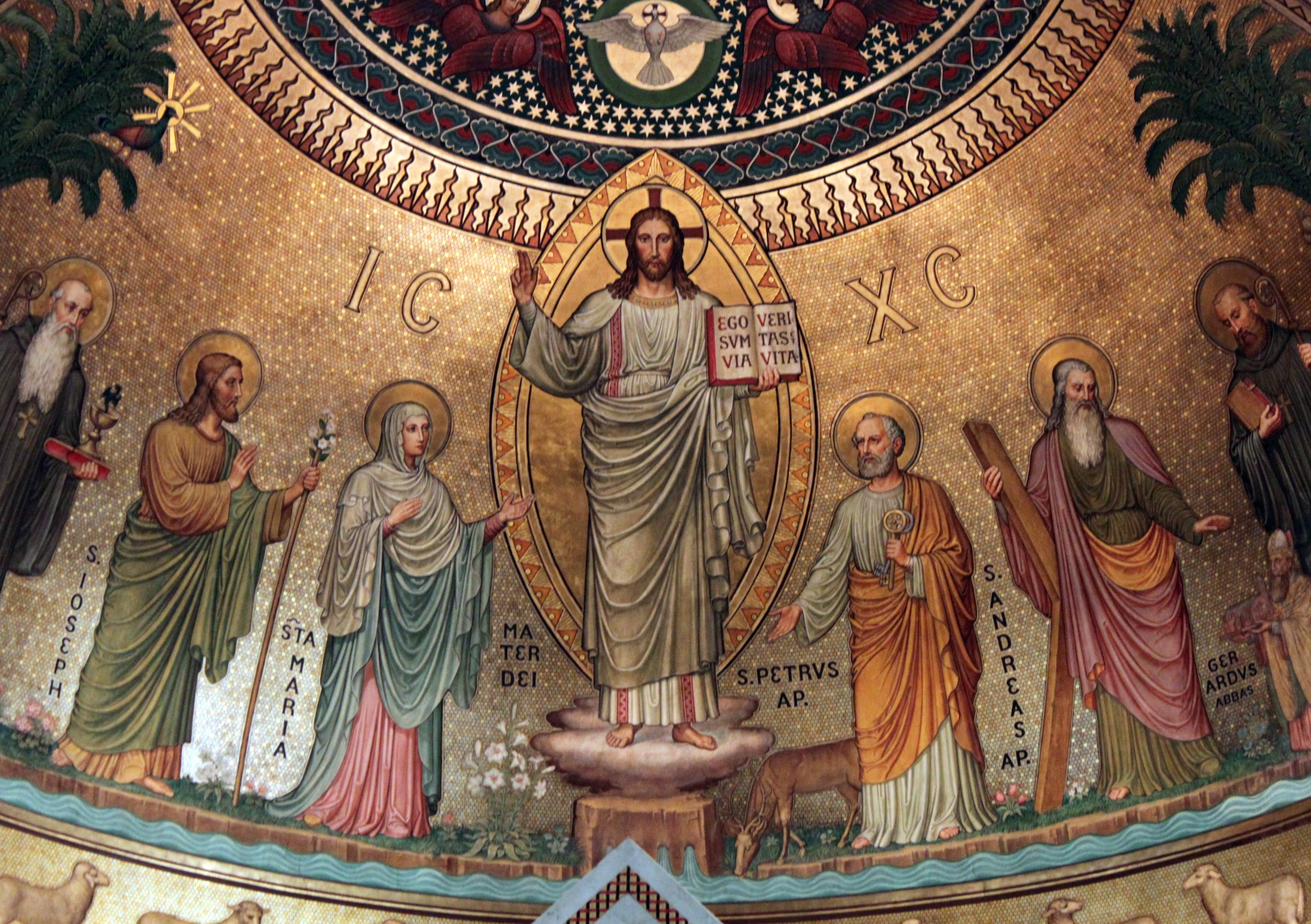
Mosaïque de l'abside
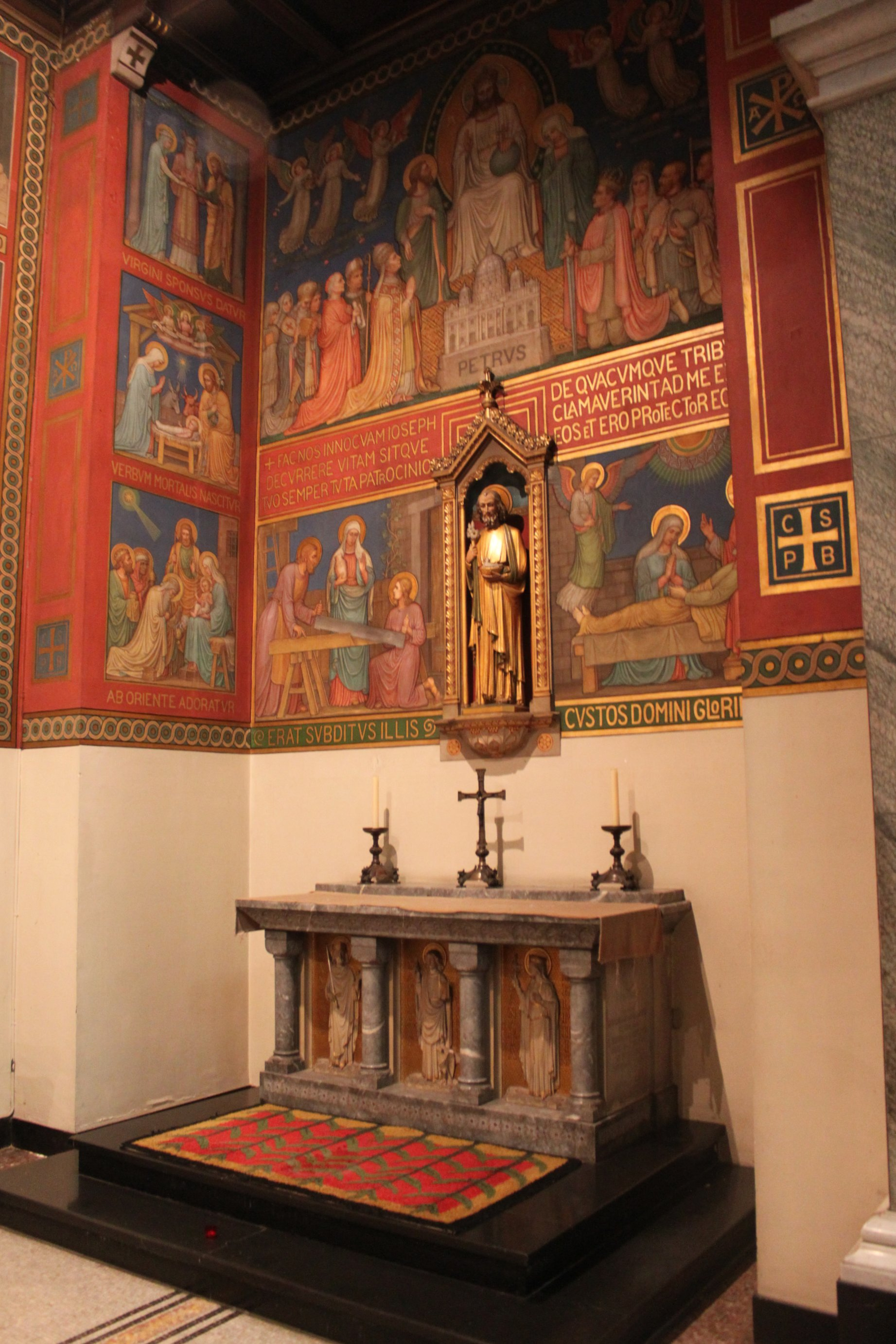
Chapelle Saint Joseph

### Les environs
L'abbaye Saint-André de Bruges est un ensemble de bâtiments mis en valeur par un cadre verdoyant. Non loin de là se dresse d'une part le monastère, ayant rang de prieuré, de Notre-Dame de Béthanie, occupé par des Bénédictines missionnaires, d'autre part l'ancienne demeure de la famille van Caloen.

## Personnalités
- Jean Asset (1500-1555), abbé de Saint-André de Bruges pendant 21 ans, puis abbé de l'abbaye Saint-Sauveur d'Anchin.

- Gérard van Caloen (1853-1932), moine de Maredsous, évêque missionnaire au Brésil, premier prieur de Saint-André.
- Lou Tseng-Tsiang (1871-1949), ancien premier ministre de Chine, est moine à Saint-André.
- Jean-Félix de Hemptinne (1876-1958), vicaire apostolique puis évêque d'Elisabethville (Lubumbashi).
- Joseph-Floribert Cornelis (1910-2001), archevêque de Lubumbashi.
- Jean Déchanet (1906-1992), initiateur d'une pratique chrétienne du yoga, écrivain (la voie du silence...)